# محطة لونغمن للطاقة النووية
محطة لونغمن للطاقة النووية ، المعروفة سابقًا باسم Gongliao والمعروفة باسم محطة الطاقة النووية الرابعة هي محطة طاقة نووية في مدينة تايبيه الجديدة ، تايوان. تتكون من اثنين من مفاعلات المياه المتقدمة لكل منهما 1300 واط . وهي مملوكة لشركة تايوان للطاقة (تايباور).
تم الانتهاء من المفاعلات الأربعة السابقة في اليابان في غضون أربع إلى خمس سنوات. ومع ذلك ، لم يمنح شركة تايباور العقد كمصنع جاهز ، لكنه استأجر شركة جنرال إلكتريك لبناء المفاعلات وشركة ميتسوبيشي للصناعات الثقيلة لتزويد التوربينات والمولدات  ،   ألغت الحكومة المشروع في عام 2000 عندما اكتمل بنسبة 10-30٪ ،. كل هذا أدى إلى تجاوزات كبيرة في التكاليف ، بينما انتقد مجلس الطاقة الذرية التايواني (AEC) في عام 2011 إدارة تايباور للمشروع. تأخر البناء بسبب التأخيرات القانونية والتنظيمية والسياسية. تم رفض الاستفتاء الوطني المقترح لعام 2014 لتقرير مصير محطة الطاقة  بسبب نتيجة متناقضة ومربكة ، على الرغم من جمع أكثر من 120،000 توقيع. في عام 2018 ، بدأت شركة تايباور في شحن قضبان الوقود غير المستخدمة إلى الولايات المتحدة . تهدف شركة تايباور إلى إزالة جميع قضبان الوقود من المصنع بحلول عام 2020. يخطط الحزب التقدمي الديمقراطي الحاكم لإغلاق جميع المحطات النووية في تايوان بحلول عام 2025. قد يعني إزالة قضبان الوقود أن بناء المحطة لن يتم إعادة تشغيله أبدًا.